# Brison-Saint-Innocent
Brison-Saint-Innocent ist eine französische Gemeinde mit 2443 Einwohnern (Stand: 1. Januar 2022) im Département Savoie in der Region Auvergne-Rhône-Alpes. Die Bewohner werden Saintinois und Saintinoises genannt.

## Geographie
Brison-Saint-Innocent liegt auf 288 m, nahe bei Aix-les-Bains, etwa 18 Kilometer nördlich der Stadt Chambéry (Luftlinie). Das Dorf erstreckt sich im Alpenvorland, auf einer Halbinsel leicht erhöht über dem Ostufer des Lac du Bourget, am Fuß des Mont de Corsuet.
Die Fläche des 8,75 km² großen Gemeindegebiets (ohne Seeanteil) umfasst einen Abschnitt am Ostufer des Lac du Bourget. Das Seeufer ist hier gegliedert in die Halbinsel von Brison-Saint-Innocent, die nördlich anschließende Baie de Grésine und den Felsvorsprung von Brison (nahe der Nordgrenze des Gebietes). Im Bereich der Halbinsel ist das Seeufer relativ flach, während im nördlichen Teil steile und felsige Uferpartien zu finden sind. Vom Seeufer erstreckt sich das Gemeindeareal ostwärts über einen steilen, meist bewaldeten und von verschiedenen markanten Felswänden durchzogenen Hang bis auf den langgezogenen Höhenrücken des Mont de Corsuet, der geologisch den südlichsten Ausläufer der Antiklinale der Montagne du Gros Foug bildet. Auf dem Kamm des Mont de Corsuet wird mit 854 m ü. M. die höchste Erhebung von Brison-Saint-Innocent erreicht.
Das Dorf zeichnet sich durch ein ausgesprochen mildes Klima aus, da es auf einer sonnenexponierten Halbinsel liegt und durch die Bergkette des Mont de Corsuet von den kühlen respektive kalten Nord- und Nordostwinden geschützt ist. Es wird deswegen auch als Nice savoyarde (savoyisches Nizza) bezeichnet.
Brison-Saint-Innocent besteht aus den Ortsteilen Brison, Saint-Innocent und Grésine (an der gleichnamigen Bucht). Nachbargemeinden von Brison-Saint-Innocent sind Entrelacs im Norden, La Biolle und Grésy-sur-Aix im Osten, Aix-les-Bains im Süden sowie La Chapelle-du-Mont-du-Chat und Saint-Pierre-de-Curtille im Westen.

## Geschichte
Das Gemeindegebiet von Brison-Saint-Innocent war schon sehr früh besiedelt. Am Seeufer in der Baie de Grésine wurden Überreste einer bronzezeitlichen Pfahlbautensiedlung gefunden. Sie sind seit 2011 als Monument historique klassifiziert und wurden gleichzeitig in die Liste prähistorischer Pfahlbauten um die Alpen des UNESCO-Welterbes aufgenommen. Dendrochronologische Untersuchungen konnten aufgrund verschiedener Fälldaten des zur Errichtung, Reparatur oder Erweiterung verwendeten Holzes drei aufeinanderfolgende Siedlungsperioden nachweisen. Im Norden der Fundstätte reichte der Siedlungszeitraum von 993 v. Chr. bis 904 v. Chr. In den anderen Teilen gibt es zwei jüngere Perioden, von 904 v. Chr. bis 869 v. Chr. und 843 v. Chr. bis 831 v. Chr. Auch aus der Römerzeit sind Spuren erhalten.
Die Ortschaft Saint-Innocent wird im frühen 12. Jahrhundert erstmals urkundlich erwähnt. In Saint-Innocent wurde vermutlich Ende des 11. Jahrhunderts ein Priorat gegründet, das im 15. Jahrhundert mit dem Kloster Hautecombe (am gegenüberliegenden Seeufer) vereinigt wurde. 1792 wurden Brison-les-Oliviers und Saint-Innocent zur heutigen Doppelgemeinde Brison-Saint-Innocent zusammengelegt.

## Sehenswürdigkeiten
Die Pfarrkirche von Saint-Innocent stammt aus dem 13. Jahrhundert und wurde im 19. Jahrhundert umgestaltet. Sie steht an der Stelle eines römischen Tempels, der dem Mars geweiht war. Auf das späte 11. Jahrhundert geht die Kapelle von Brison zurück. Ebenfalls aus dem 11. Jahrhundert stammen die ältesten Teile des Schlosses von Saint-Innocent, auch Festes Haus La Rupelle genannt, während die Wohngebäude überwiegend im 16. Jahrhundert errichtet wurden. Das Schloss wurde auf dem Gebiet der ehemaligen Gemeinde Saint-Innocent in der Nähe des Lac Bourget errichtet, den es aus einer Höhe von 120 m beherrscht. Von dort reicht der Blick bis zu beiden Enden des Sees. Er war Sitz des Seigneurs von Saint-Innocent und beherrschte die Straße von Chambéry und Aix-les-Bains nach Lyon und Seyssel.
Die Portale eines 1857 eröffneten Eisenbahntunnels (Tunnel de Brison) sind als Monument historique eingeschrieben. Sie sind mit Steintürmen in mittelalterlichem Stil verziert. Die Eisenbahnstrecke gehört zur Bahnstrecke Culoz–Modane und verläuft direkt am Seeufer teilweise auf künstlich aufgeschütteten Dämmen, so dass die Gemeinde fast vollständig vom Zugang zum See abgeschnitten ist. Nur an einer kleinen Landzunge (Pointe de l’Ardre) gibt es einen Strand.

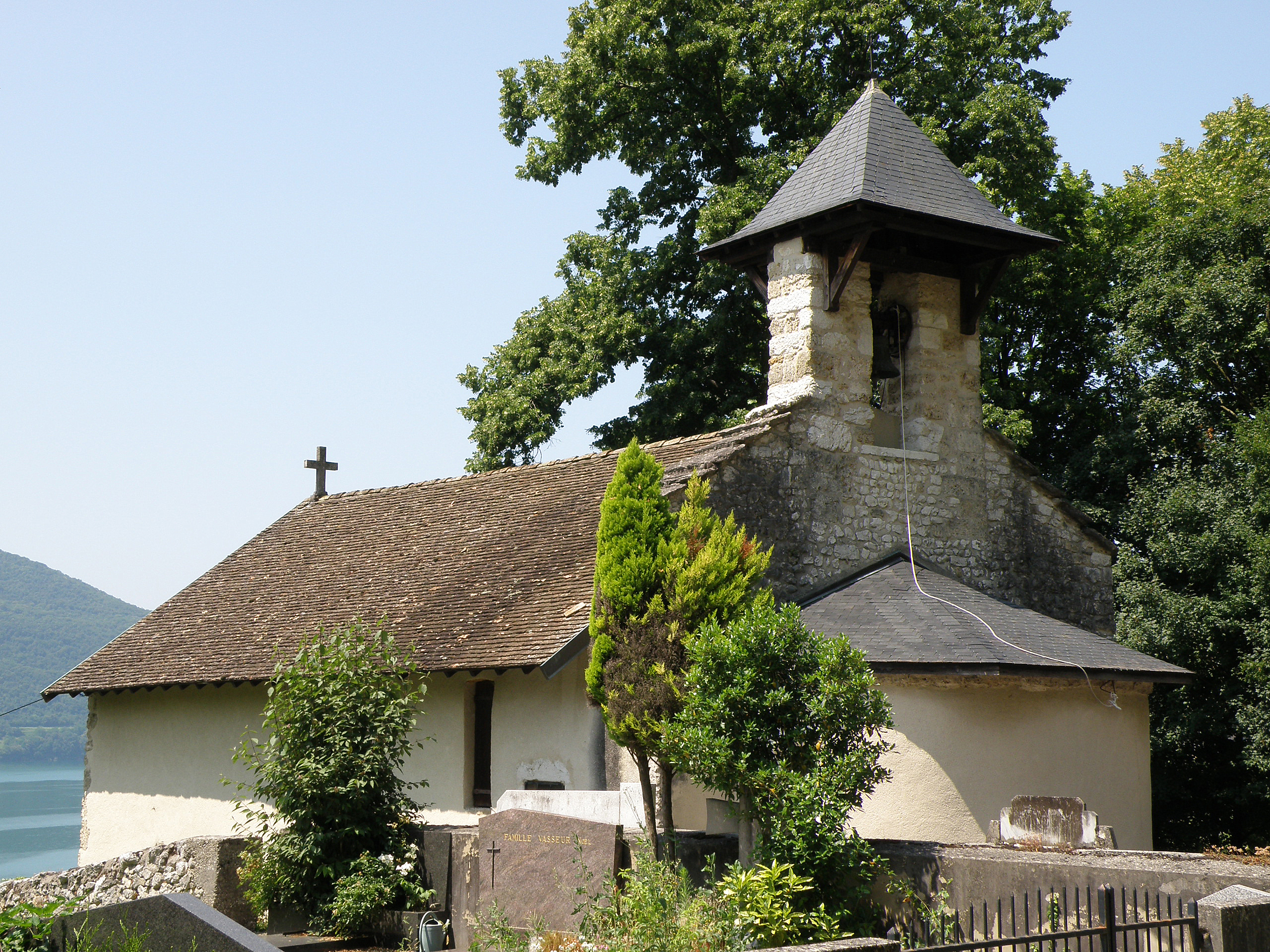
Kapelle von Brison
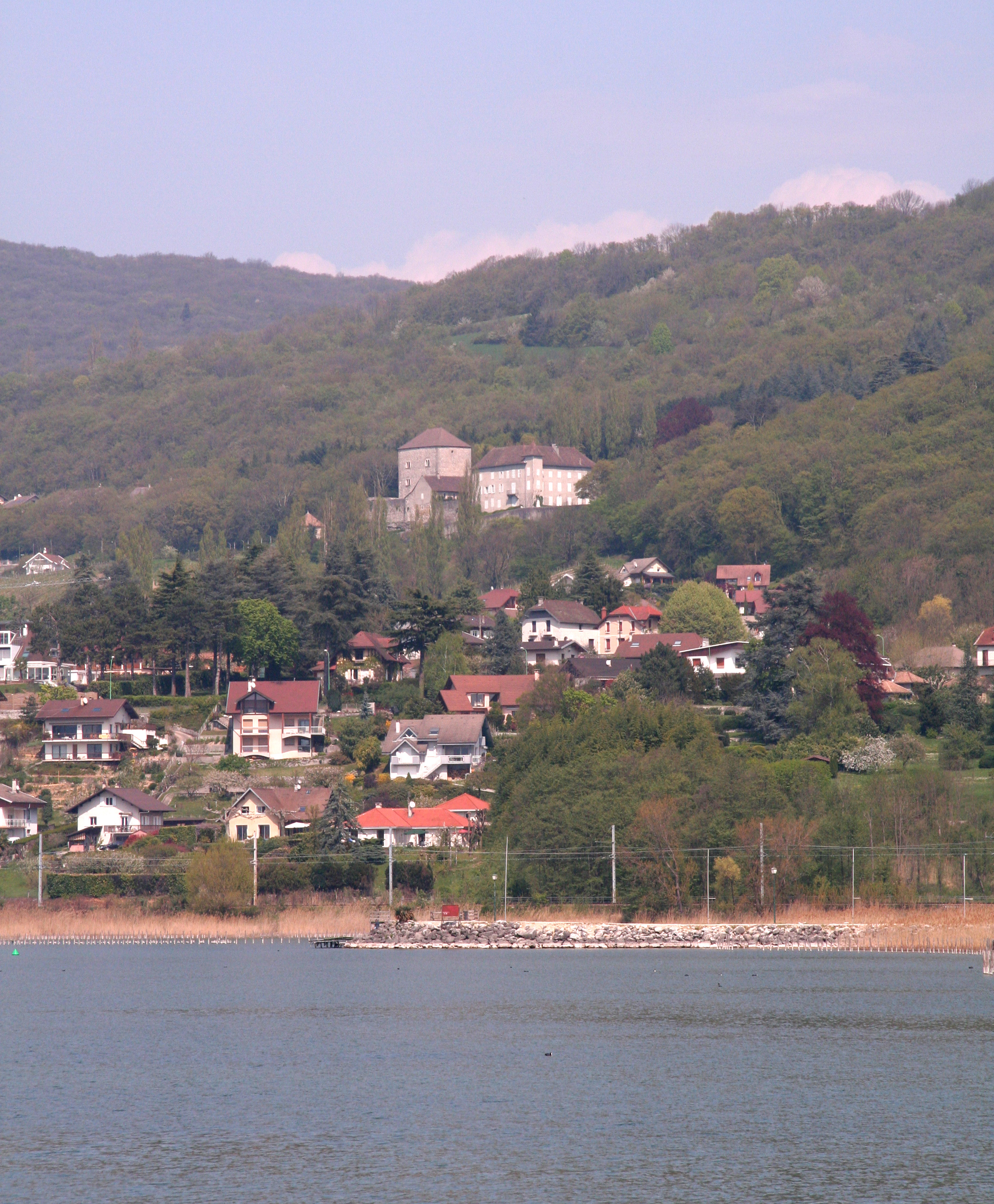
Schloss Saint-Innocent
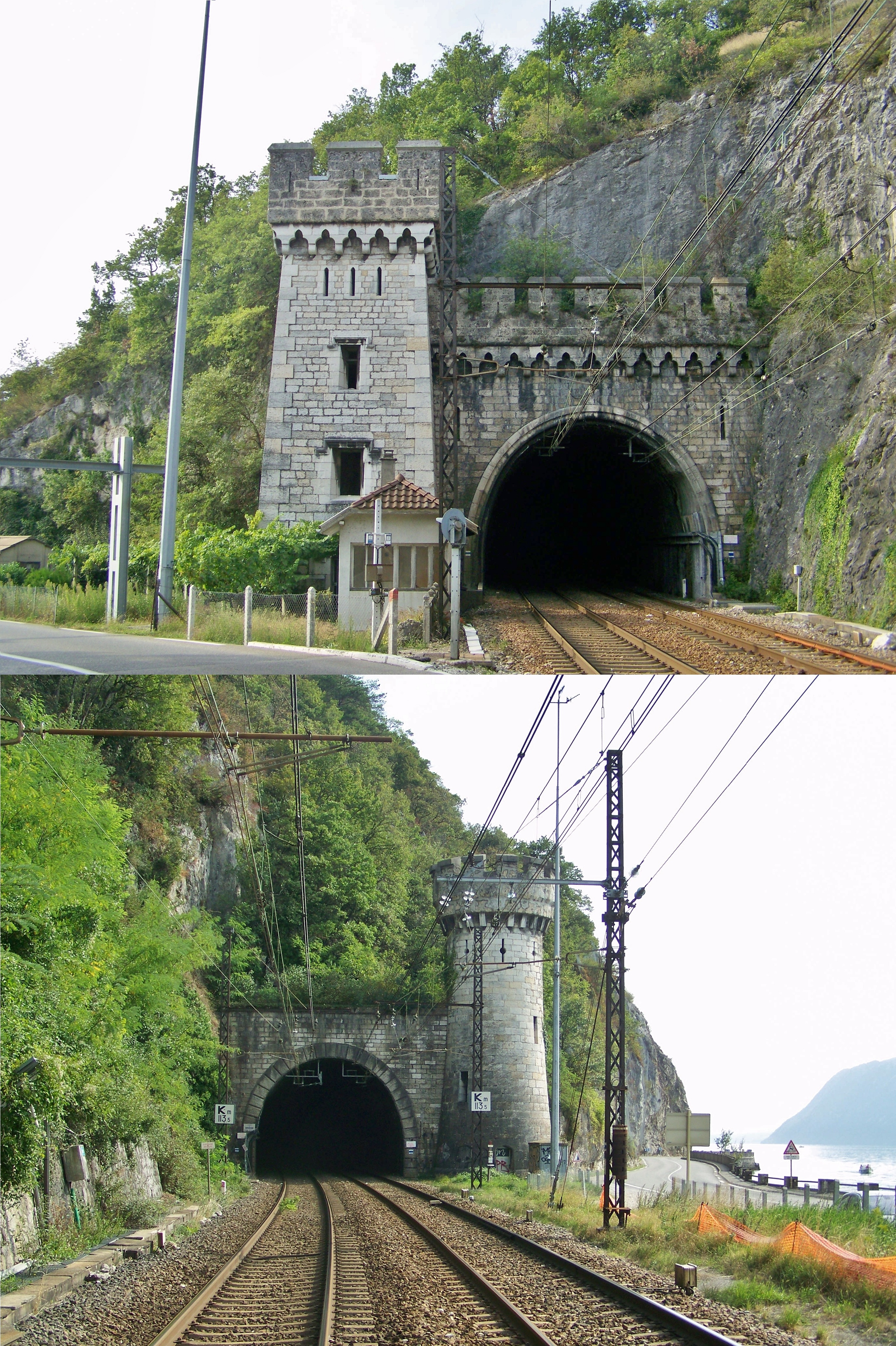
Tunnel de Brison

## Bevölkerungsentwicklung
| Jahr                       | 1962 | 1968 | 1975 | 1982 | 1990 | 1999 | 2006 | 2020 |
| Einwohner                  | 881  | 1056 | 1125 | 1223 | 1445 | 1864 | 2094 | 2327 |
| Quellen: Cassini und INSEE |      |      |      |      |      |      |      |      |

Mit 2443 Einwohnern (Stand 1. Januar 2022) gehört Brison-Saint-Innocent zu den mittelgroßen Gemeinden des Département Savoie. Seit Beginn der 1960er Jahre wurde dank der attraktiven Wohnlage eine deutliche Bevölkerungszunahme verzeichnet. Das Siedlungsgebiet von Brison-Saint-Innocent ist heute mit demjenigen von Aix-les-Bains beinahe lückenlos zusammengewachsen.

## Wirtschaft und Infrastruktur
Brison-Saint-Innocent war bis ins 20. Jahrhundert hinein ein vorwiegend durch die Landwirtschaft und die Fischerei geprägtes Dorf. Noch heute spielt der Weinbau an den Sonnenhängen oberhalb des Dorfes eine gewisse Rolle. Brison-Saint-Innocent liegt in der Weinbauregion Savoie. Weißweine aus der Rebsorte Altesse (lokal Roussette genannt) dürfen unter der geschützten Herkunftsbezeichnung Roussette de Savoie vermarktet werden. Für Weißweine anderer Rebsorten sowie Rotweine gilt die AOC Vin de Savoie.
Daneben gibt es einige Betriebe des Klein- und Mittelgewerbes. Mittlerweile hat sich das Dorf zu einer Wohngemeinde gewandelt. Viele Erwerbstätige sind Pendler, die hauptsächlich im Raum Aix-les-Bains und Chambéry ihrer Arbeit nachgehen. Dank seiner schönen Lage am See und dem milden Klima hat sich Brison-Saint-Innocent in den letzten Jahrzehnten zu einem Ferienort entwickelt. Auch der Tagestourismus spielt eine bedeutende Rolle.

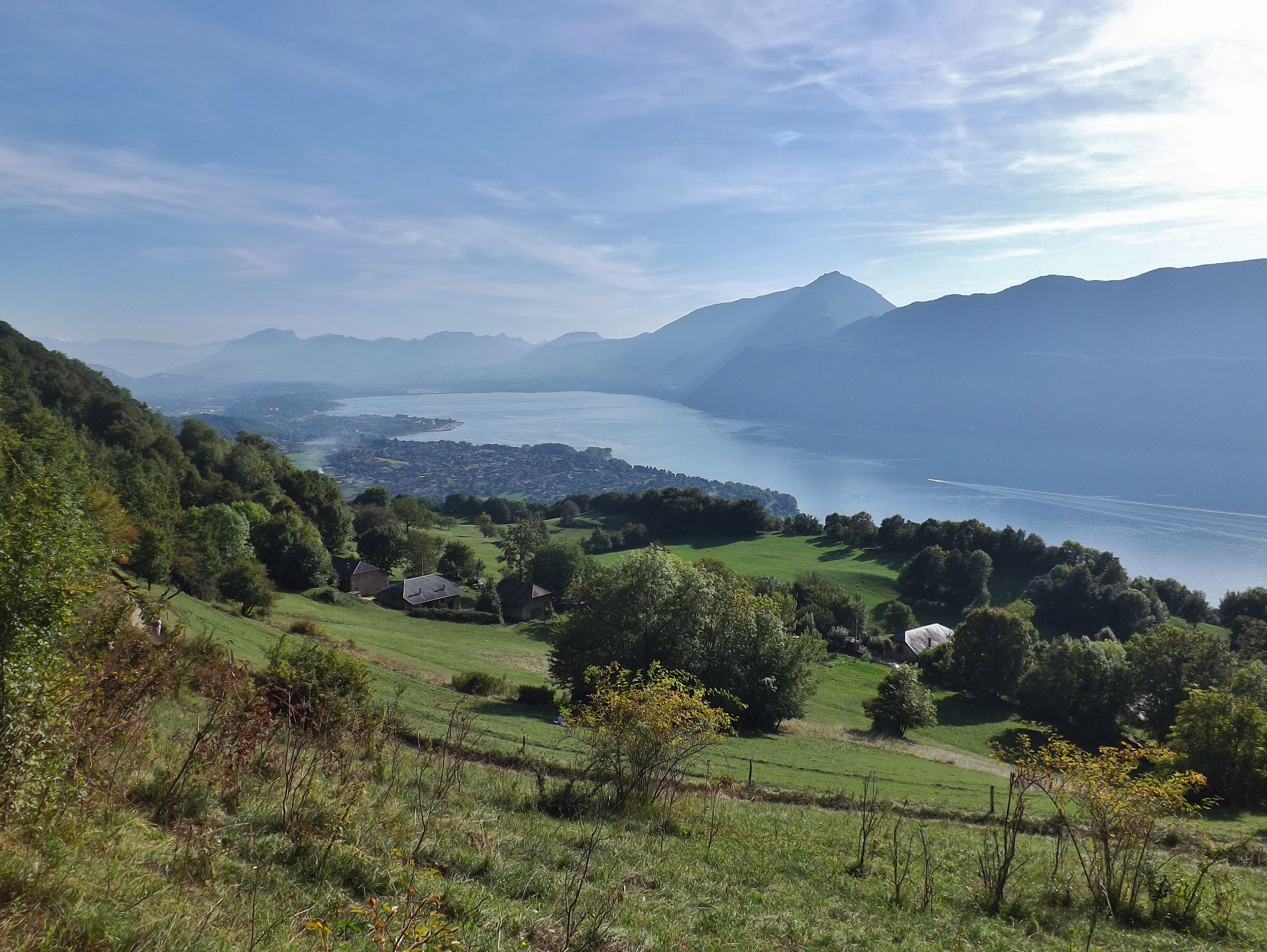
Brison-Saint-Innocent am Ufer des Lac du Bourget

Die Ortschaft ist verkehrsmäßig gut erschlossen. Sie liegt oberhalb der Hauptstraße D991, die von Aix-les-Bains entlang dem Ostufer des Lac du Bourget nach Seyssel führt. Der nächste Anschluss an die Autobahn A41 befindet sich in einer Entfernung von rund sechs Kilometern. In Brison-Saint-Innocent befand sich ein Bahnhof an der Bahnstrecke Culoz–Modane.